# VH1 MegaHits
VH1 MegaHits  foi um canal de televisão que transmitia música 24 horas. Foi lançado em 2005 como MTV Hits Brasil e relançado em 2010 como VH1 MegaHits

## História
O canal foi criado para duplicar o sinal já existente da MTV Hits, depois que o Grupo Abril obteve os direitos exclusivos para a marca MTV no Brasil após adquirir totalmente a MTV Brasil. Ao contrário da MTV Hits, o VH1 MegaHits utilizava moods (humores, em inglês) e não playlists. O canal era programado no Brasil e possuía o mesmo acervo da MTV Latinoamérica.
No dia 5 de janeiro de 2012, a Claro TV anunciou a seus clientes por meio de uma mensagem eletrônica que o canal deixaria de fazer parte da grade de programação e que a partir do dia 7 de fevereiro seria substituído pelo Comedy Central. A Sky também anunciou a troca dos canais para 1º de fevereiro de 2012.Já na NET, o canal foi substituido pela MTV em 1º de outubro de 2013. No dia 12 de dezembro de 2014, voltou à grade da NET no lugar do VH1. O canal retornou para a Claro TV em 7 de dezembro de 2015. 
Em 31 de julho de 2020, o canal MTV Live HD passou a substituir o VH1 MegaHits em algumas das operadoras em que este se encontrava presente, após a ViacomCBS Networks International anunciar a sua extinção após 10 anos de operação no Brasil. A exceção foi na Claro/NET, uma vez que esta já distribuía o MTV Live HD, substituindo o VH1 MegaHits pelo recém inaugurado Trace Brazuca. Já na Claro TV DTH, o canal foi substituído pela versão SD da CNN Brasil.  O último programa exibido pelo canal para os assinantes foi a sessão de videoclipes "Moods: Nothing But Classics".

## Programação
- In Motion
- Moods
- Nothing But Classics
- VH1 Shuffle